# Parníček puf puf

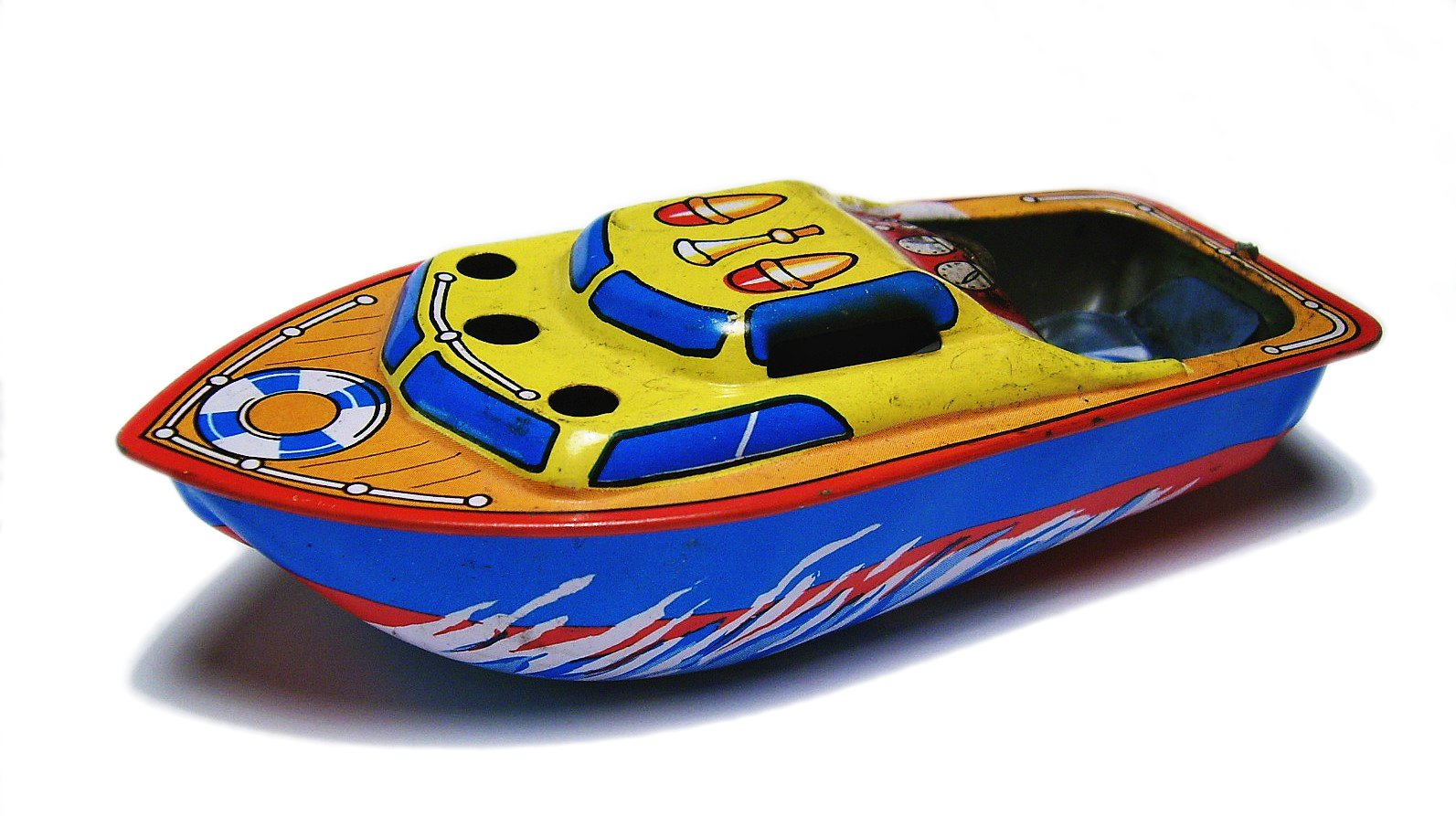
Parníček puf puf

Parníček puf puf (anglicky pop pop boat, putt putt boat) je menší model lodi s jednoduchým parním reaktivním pohonem. V roce 1891 si jej dal patentovat Désiré Thomas Piot. Název je odvozen od charakteristického zvuku, který pohon vydává. Továrně vyráběné modely jsou z lisovaného plechu s barevným potiskem, s vyhříváním svíčkou. Obvyklá délka je 10 až 25 cm, časté jsou repliky nebo retro styl. Jednoduchá konstrukce umožňuje amatérskou rychlostavbu z různorodých odpadových materiálů. Je objektem sběratelství. První mistrovství světa lodiček puf puf se konalo v roce 1996 ve Francii. Koncept lze zvětšit do té míry, aby parníček uvezl dospělého člověka.

## Princip
Pohon neobsahuje pohyblivé části. Základem je malý plochý kotel, ze kterého vedou dvě měděné trubky ústící pod vodní hladinu. Kotlík je nejčastěji vytápěn svíčkou, případně tuhým lihem, olejovou lampou apod. Voda se v místě dotyku plamene s kotlíkem přehřívá až vytvoří bublinu páry, která prudce vytlačí proud vody z ústí trubičky. Pak je nasáta studená voda. Zatímco ven proudí voda prudce usměrněným proudem, dovnitř je nasávána ústím ze všech směrů. Tento rozdíl umožňuje dopředný pohyb.
Původní modely měly vrchní stranu kotlíku z tenkého plechu – membrány, která pulzovala v rytmu s funkcí motoru. Ukázalo se, že membrána není pro funkci motoru nutná. V roce 1920 se na trhu objevil model s jediným vývodem. Místo kotlíku je použita trubička svinutá do cívky s několika (obvykle 2 až 4) závity.
Další modifikací je umístění spirály na výšku. Konce trubičky ústí pod hladinou v různé výšce. Potom zde dochází k proudění jako v chladiči, horní trubičkou voda vystřikuje a dolní je nasávána. Pro výzkum byly sestrojeny i motory ze skla.

## Galerie

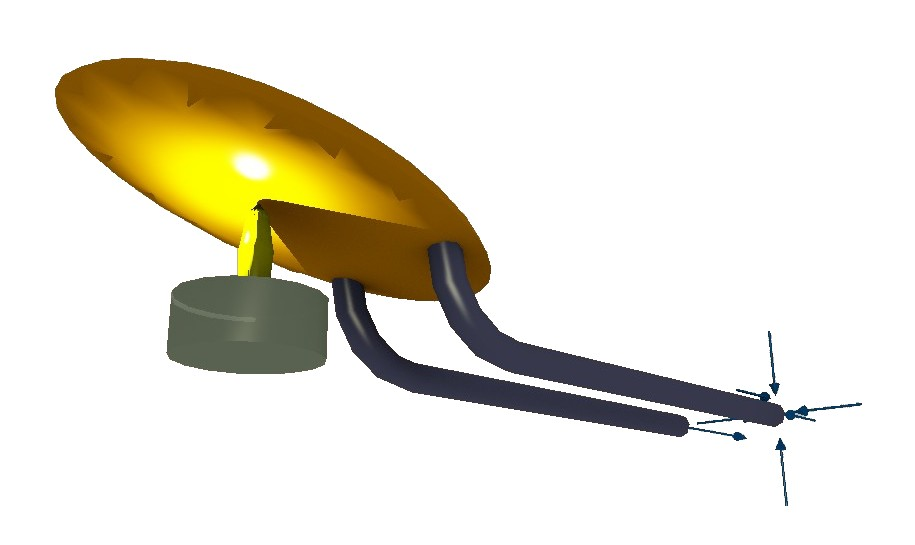
Parníček zdola, šipky znázorňují proudění vody
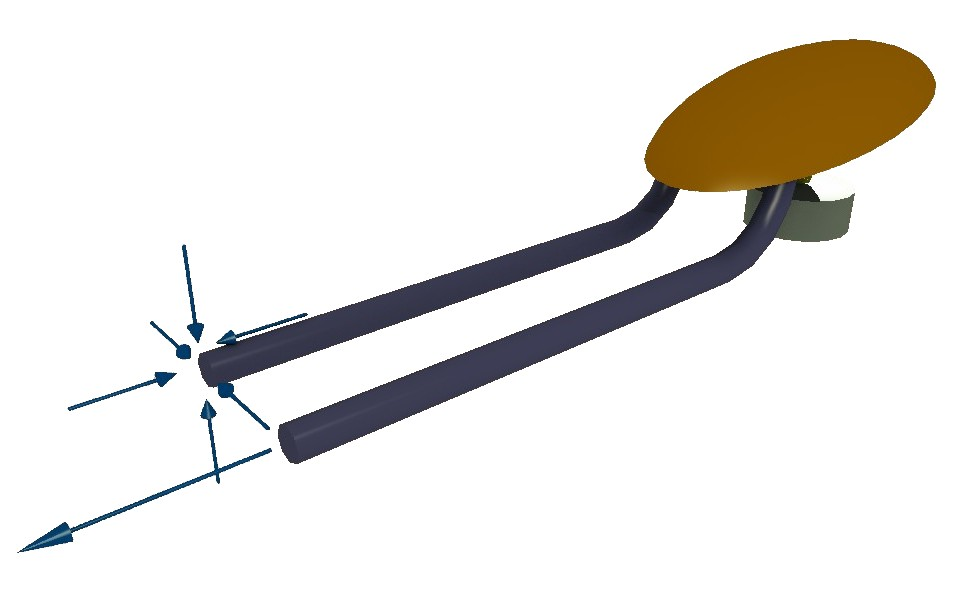
Při výtrysku proudí voda usměrněným proudem, nasávána je ze všech směrů
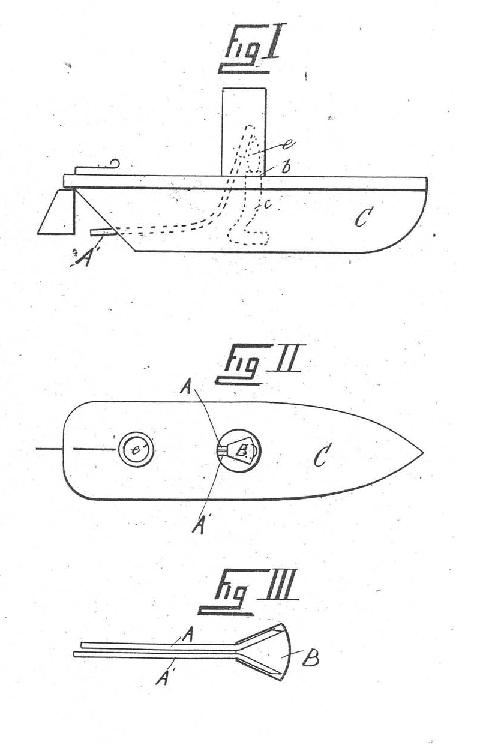
Piotův patent z roku 1891
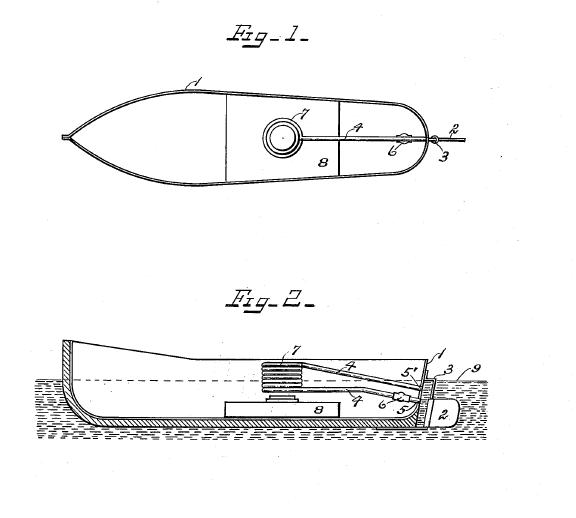
Patent Williama Purcella z roku 1920 (cívka)
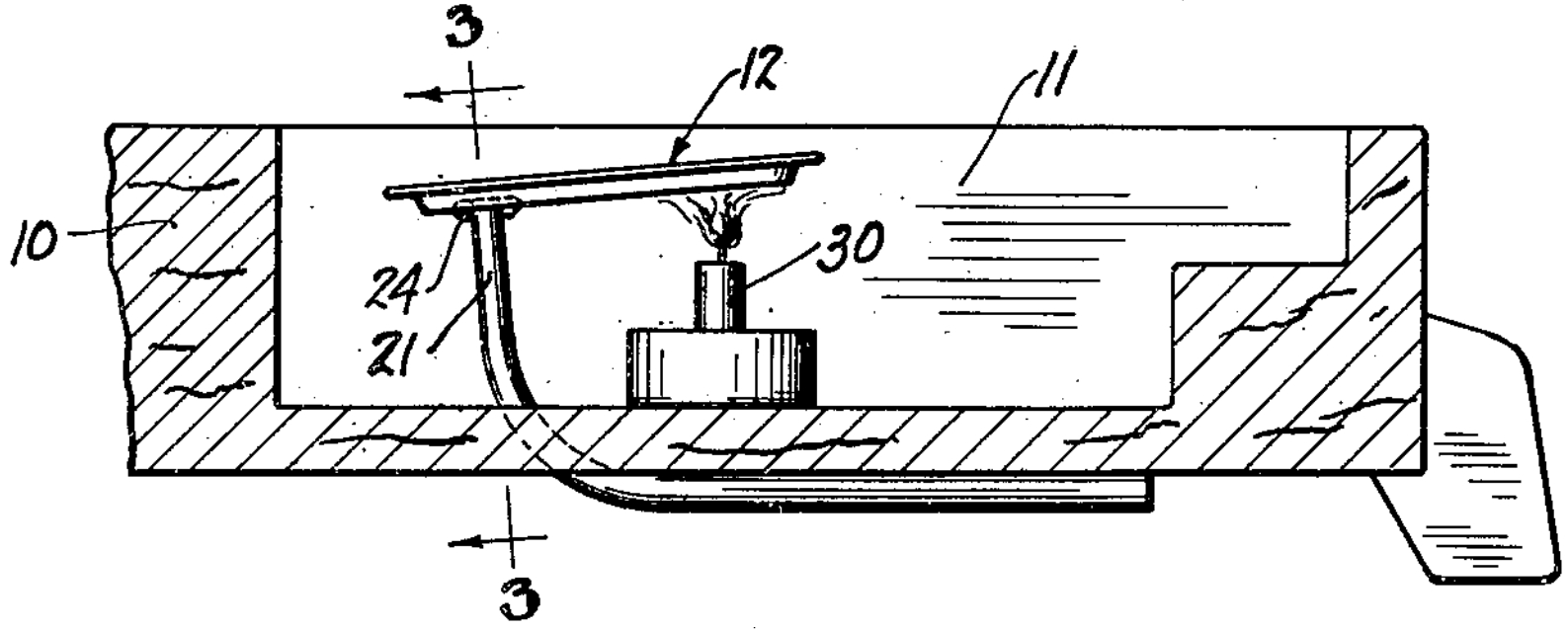
Patent Paula Jonese z roku 1934

### Návody a plánky
- Puf-Puf parníček plecháček
- Parníček Puf-Puf mini z propisky a konzervičky
- Pop Pop boat z plechovky od olivového oleje
- Putt Putt boat z kartonu, plechovky a slámky
- Parníček Puf-Puf při výuce fyziky